# Acalolepta sericeiceps
Acalolepta sericeiceps är en skalbaggsart som först beskrevs av Kriesche 1936.  Acalolepta sericeiceps ingår i släktet Acalolepta och familjen långhorningar. Inga underarter finns listade i Catalogue of Life.